# ペンシルベニア・ターンパイク委員会
ペンシルベニア・ターンパイク委員会 (英語: Pennsylvania Turnpike Commission)はアメリカ合衆国ペンシルベニア州の有料道路、ペンシルベニア・ターンパイクを建設・維持管理する目的の機関で、1937年に設立された。同州の州知事が任命する5人の委員からなっていて、現在の従業員数は2,029名である（2017年5月31日）。
ペンシルベニア・ターンパイク委員会はその他いくつかの有料道路（ピッツバーグの南ベルトウェイ（Pennsylvania Route 576）など）にも責任を持っている。
2010年、州知事はペンシルベニア・ターンパイク委員会をペンシルベニア州交通部に合併する案を州議会に提出した。2018年現在そうした案の調査が行われている。

## 参照項目
- ペンシルベニア・ターンパイク
- ニュージャージー・ターンパイク公社